# الیویه پاردینی
الیویه پاردینی (انگلیسی: Olivier Pardini؛ زادهٔ ۳۰ ژوئیهٔ ۱۹۸۵ ‏(۳۹ سال)) دوچرخه‌سوار اهل بلژیک است.
از باشگاه‌هایی که در آن بازی کرده‌است می‌توان به دابلیوبی ورانکلاسیک آکوا پروتکت، و ورانداس ویلمز–کرلان، دابلیوبی ورانکلاسیک آکوا پروتکت، و وانتی–گروپ گوبر اشاره کرد.